# Cyanochyta cyanogena
Cyanochyta cyanogena är en svampart som först beskrevs av Carlos Luis Spegazzini, och fick sitt nu gällande namn av Franz Xaver von Höhnel 1915. Cyanochyta cyanogena ingår i släktet Cyanochyta och familjen Nectriaceae.   Inga underarter finns listade i Catalogue of Life.